# Гореній Лесковець
Гореній Лесковець (словен. Gorenji Leskovec) — поселення в общині Кршко, Споднєпосавський регіон, Словенія. Висота над рівнем моря: 360,2 м.